# GBU–53/B Stormbreaker
A SDB II néven is ismert GBU-53/B Strombreaker bombát kifejezetten mozgó célpontok megsemmisítésére fejlesztették ki. A célmegtalálására és azonosítására négyféle megoldást is alkalmazhat: GPS-navigáció, milliméter hullámhosszú radar, infravörös képalkotás, valamint félaktív-lézeres rávezetés is lehetséges az adott helyzetnek megfelelően.
A 93 kilogramm tömegű bomba 48 kilogrammnyi robbanóanyagot tartalmaz a többcélú harcirészben. A fegyver mozgó célpontok ellen 72 km-es hatótávolsággal bír, míg épületek, fix célpontok ellen akár 110 km-ről is indítható. Egy felfüggesztő pontra 4 bomba is rögzíthető, a SDB-hez hasonlóan.

Egy bomba bekerülési költsége mintegy 1,2 millió dollár.

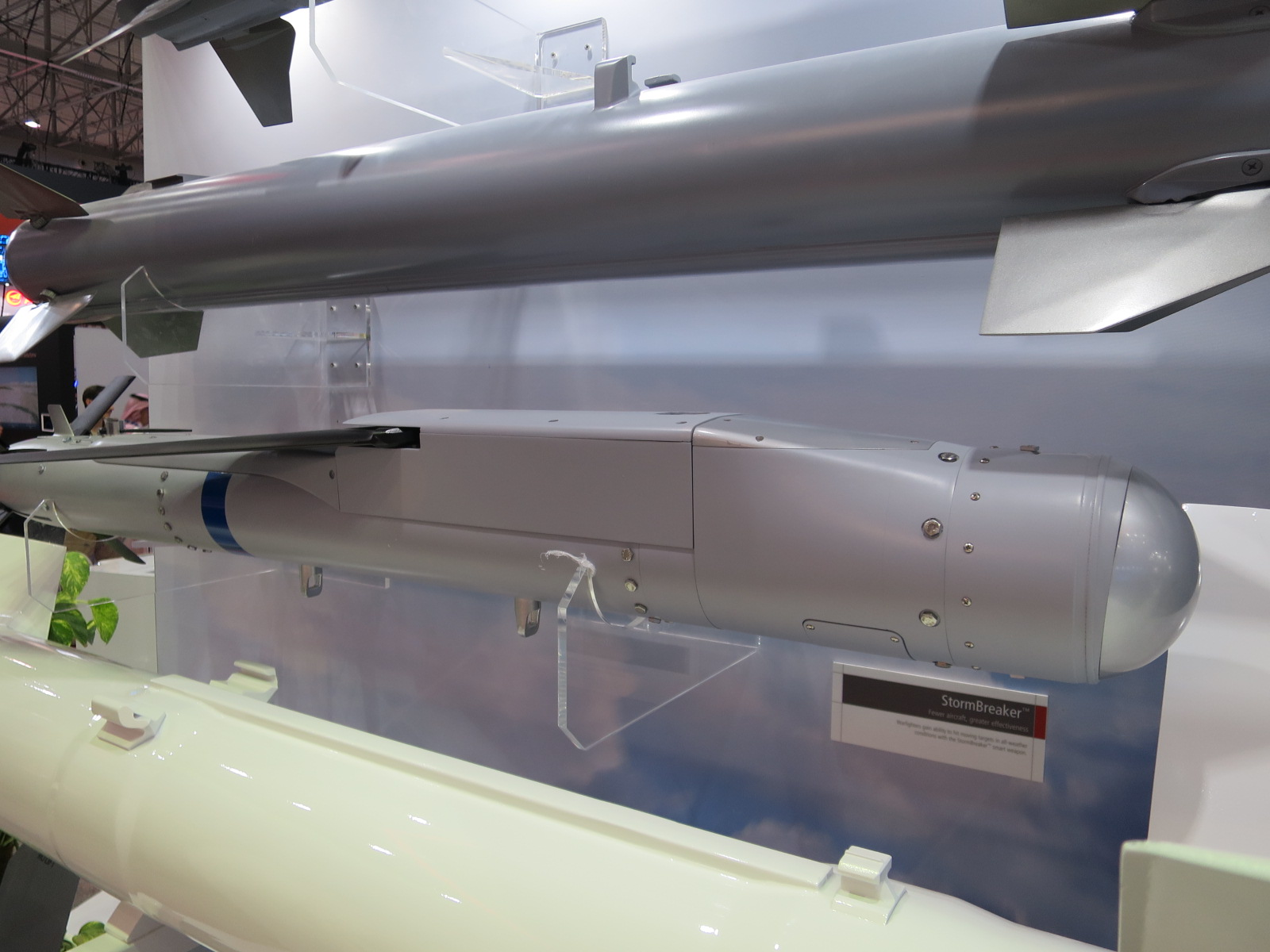
Stormbreaker kiállítva
Stormbreaker találat

## Hasonló siklóbombák
- Spice 250
- MBDA SmartGlider